# La Chapelle-Gaceline
La Chapelle-Gaceline är en kommun i departementet Morbihan i regionen Bretagne i nordvästra Frankrike. Kommunen ligger i kantonen La Gacilly som tillhör arrondissementet Vannes. År 2018 hade La Chapelle-Gaceline 765 invånare.

## Befolkningsutveckling
Antalet invånare i kommunen La Chapelle-Gaceline
| Referens: INSEE |